# L'abisso (album)
L'abisso è il ventesimo album discografico del gruppo musicale italiano Diaframma, pubblicato il 7 dicembre 2018 da Diaframma Records/Self.

## Descrizione
Il disco esce a 5 anni di distanza dal precedente Preso nel vortice, secondo il leader della band Federico Fiumani descrive l'entrata nell'abisso che è la vecchiaia con cui si trova a fare i conti all'orlo dei sessanta anni. Tuttavia il disco non è deprimente come si potrebbe pensare, ma anzi le atmosfere evocate sono spesso all’insegna di un cantautorato agrodolce e romantico, con influenze punk/new wave. La copertina è di Samuell Calvisi.

## Tracce
Testi e musiche di Federico Fiumani.
1. Leggerezza – 4:04
2. Il Figlio di Dio – 3:55
3. L'impero del male – 4:36
4. Così Delicata – 4:53
5. I Ragazzi stanno Bene – 6:35
6. Ellis Island, 1901 – 3:23
7. Le Auto di Notte – 4:08
8. Non Posso Separarmi Da Te – 3:55
9. Fica Power – 5:04
10. Luce Del Giorno – 3:36

## Formazione
Gruppo
- Federico Fiumani – voce, chitarra
- Luca Cantasano – basso
- Edoardo Daidone – chitarra

Altri musicisti
- Fabrizio Morganti – batteria
- Daniele Biagini – tastiere
- Andrea Mastropietro – cori